# 仮面ライダー響鬼の登場仮面ライダー
仮面ライダー響鬼の登場仮面ライダー（かめんライダーひびきのとうじょうかめんライダー）では、特撮テレビドラマ『仮面ライダー響鬼』（以下、テレビシリーズ）に登場する仮面ライダーについて記述する。
テレビシリーズ、および派生作品において、「仮面ライダー」とは魔化魍と呼ばれる怪物から人々を守る戦士である。劇中では主に鬼（おに）と呼ばれる。
本項目では、音撃戦士たちが使用するディスクアニマルについても記述する。劇場版に登場する音撃戦士は劇場版 仮面ライダー響鬼と7人の戦鬼を、『仮面ライダーディケイド』に登場する「響鬼の世界」の音撃戦士は仮面ライダーディケイドをそれぞれ参照。

## 基本設定
音撃戦士
修行によって心身を鍛え、「鬼」と呼ばれる戦闘形態への変身能力を体得した戦士。使用する音撃武器の系統によって幾つかに分かれており（作中では太鼓の鬼・管の鬼・弦の鬼の3系統が存在）、それぞれ戦法の得手不得手が異なる。
外見の特徴として光沢を放つ異形の肉体に、音撃の種類に因んだ装飾を胸部・手首・足首に纏い、顔には目鼻がなく隈取りのような物が眼と思しき形状を縁取っている。額には「鬼面」という変身道具と同じ鬼の顔の紋章が出現し、頭頂部に角が生える。
また、聴力にも優れており、音による索敵を得意とする。
音撃戦士のデータ
- 身の丈：（身長）
- 目方：（体重）
- 強力：（腕力）
- 早がけ：（平地を走る速さ）
- 遠がけ：（持久力）
- 飛跳力：（ジャンプ力）
- 打撃力：（パンチ力）
- 蹴力：（キック力）

音撃戦士の装備・能力
変身
音撃戦士は特殊な修行によって変身道具を鳴らして発せられる肉体を誘発する特殊な音波の波動を聞き、肉体を戦闘形態に変化させた姿。その際には着ていた衣服が破壊され、変身後は気力で維持しなければ全裸になってしまう。加えて変身には精神力・気力を多大に消耗するため、それに耐えられる程度に鍛えていないと変身不可能。未熟な者は服の復元が不可能となる。
劇中で確認された変身道具は音叉・鬼笛（ホイッスル）・鬼弦（リストバンド+弦）の3種類。
戦闘手段
鬼に変身した音撃戦士は超人的な身体能力と術を駆使して戦う。それらは鬼闘術・鬼幻術と呼ばれ、太鼓の鬼が音撃棒で繰り出す技は鬼棒術となっている。肉体の治癒力も強化されており、多少の傷は気を込めることで治せる。
音撃武器
音撃戦士が魔化魍の退治のために使用する、楽器の形を模した武器。演奏する要領で「清めの音」を発生させる。和太鼓（音撃鼓）と撥（音撃棒）・管楽器（音撃管）・弦楽器（音撃弦）など様々な遠近両用の攻撃方法の型があり、いかなる状況にも対応すべく、全ての武器を使いこなせるが、それぞれの得意な武器や攻撃方法を使用する。清めの音の攻撃を総称して「音撃」と称している。ただし、清めの音をある程度継続して叩き込まないと敵を倒すことができない。複数の音撃を共鳴させ、その威力を高めることも可能。
鬼石
音撃武器に使われる鬼の顔の形をした清めの音を発する物質を精錬した石で、清めの音を生成・増幅させる媒体。精練の度合いによって色が変化し、また様々な効力を発揮する。
装備帯
変身後の音撃戦士が腰に巻いている、ふんどしやまわしを模した形状のベルト。バックル部には音撃鼓・音撃鳴などの音撃武器の部品を収納・装備しており、右側には音叉・鬼笛などの変身道具、左側にはディスクアニマルを携行している。太鼓の鬼はさらに背面に音撃棒を装備する。
変身前の鬼が装着している物が変化した形のため、変身前は呪術的な力で小さな装備帯のような普通のベルトの形になっており、バックルの装備や音撃棒は縮小可能だが、音撃管・音撃弦は構造が複雑なため常に元の大きさで持ち歩く。
- アイデアソースは十徳ナイフやサンスターのスパイ手帳。『仮面ライダー555』以降、身体からベルトが外れるカットもあり得る状況になったため、ディテールが裏側にも彫り込まれている。

猛士と音撃戦士
現代における鬼は、その活動を補佐する組織「猛士」に所属して活動している。劇中で登場する関東支部には11人の鬼が所属し、シフト制で任務に当たっている。また鬼として独り立ちした者はいずれも鬼としてのコードネームを与えられ、以後は内外問わず本名の代わりにその名前で通すことになる。

## 仮面ライダー響鬼
響鬼（）は、魔化魍に対抗するための組織「猛士」の関東支部に所属する音撃戦士。31歳の男性、ヒビキこと日高仁志が変身する。
接近戦を基本スタイルとし、音撃棒 烈火と音撃鼓 火炎鼓を組み合わせることで「清めの音」を魔化魍に叩き込む戦法を得意とする。とりわけ、体術に長けた響鬼は跳び蹴りを多用しており、巨大魔化魍をひるませた後に音撃打へとつなぐパターンが見られた。
太鼓・管・弦のいずれも習得しているため、臨機応変に対応可能なマルチプレイヤーである。
変身に際しては、変身音叉 音角を指先ではじいたり、物に打ち付けたりして鳴らしてから、額にかざす。すると音波とヒビキの肉体が共鳴し、額に鬼の紋章が浮かぶ。次いで体が赤熱し、全身が炎に包まれる。最後にその炎を気合で振り払って、変身完了となる。なお、着用していた衣服は変身時の炎で燃え落ちてしまうため、戦闘終了後は全裸にならないように顔だけ変身解除する。
- 響鬼は当初から「眼がないヒーロー」としてデザインされた[11]。マスクに走る隈取のラインは正面中央へと向かっており、そこに突起を設けることで「顔」と認識できるようにしてある[11]。
- スーツの色彩は、見る角度や光の当て方によって複雑に変化する。塗装には日本ペイントの偏光性塗料「マジョーラ」から、シアン - パープル色調の「アンドロメダII」が用いられた[12]。

装備
装備帯
魔化魍との戦いに用いる道具を携行するための、腰に巻くベルト。正面のバックル部分に音撃鼓 火炎鼓、右腰に変身音叉 音角、左腰にディスクアニマル、背面に音撃棒 烈火を装備する。
- 「どこからともなくアイテムを取り出すのではなく、常に携行しているもので戦う」という髙寺成紀プロデューサーの考えに基づき設定された。サンスター文具のスパイ手帳や、十徳ナイフのような多機能アイテムを着想元としている。
- 設定上は、普段ヒビキが着用しているベルトが変化した物であるため、画面に映ることはなかったが、演者は装備帯を小さくしたようなベルトを実際に巻いていた。

変身音叉 音角（）
主に音撃棒を扱う鬼たちが、変身時に用いる音叉型の道具のひとつ。金色の本体には鬼面状の彫刻が施されており、2本の音叉を折り畳んだ状態で携行する。
展開させてから音叉をはじくことで特殊な音波が発生し、額の前にかざすことで音撃戦士の肉体を鬼の姿へと変える。ただし鍛え方が不十分な者が使用を試みると、強力なエネルギーに耐えきれず吹き飛ばされてしまう。
また、休眠中のディスクアニマルをはじいて起動させることができるほか、手元に呼び戻す際に用いる特殊な音波も出せる。グリップの下部にある留め具はディスクアニマルの固定箇所で、折り畳んだ音叉部分と挟み込むことで読み込みを行い、音声などのデータを再生する。
戦国時代の響鬼は、変身に用いる以外にも、「音叉剣」という武器に変化させて戦っていた。
- カウボーイなどがマッチを至るところで擦る大人の仕草の格好良さにヒントを得ている。元の企画が『変身忍者 嵐』であったことから、脳に挿された針と刀の鍔鳴りが共振して、細胞を活性化させて変身するという設定を踏襲して、細胞の配列を音叉の音で変えるという発想となっている。

音撃棒 烈火（）
響鬼専用の音撃棒。左手用の口が開いている方が「烈火・阿」、右手用の口が閉じている方が「烈火・吽」と呼ばれる二本一組で、通常戦闘時は接近戦用の打撃武器、音撃発動時は撥として使用する。
先端に取り付けられた鬼石は赤を基本としており、石を貫いて固定している角は、戦闘時に絶対に抜けなくするため内部で曲がるように加工されている。
柄は霊木から造られるが、その中でも屋久島の杉が最も響鬼の手になじむ。なお、素材の確保や修理といったメンテナンス類は、鬼自身で行うこととなっている。
一之巻・二之巻では、長年の戦いによるダメージの蓄積から烈火・吽が折れてしまい、ヒビキ自ら屋久島まで霊木を採集しに行き、修理を行っている。二十八之巻でもテングとの戦いで真っ二つに折れたために、明日夢を連れて木片を探しに山に入った。
- 太鼓のバチをモチーフとしているが、ディテールは十手などを参考にしている。柄に角が鬼石を貫く形で固定されている。使い込まれた風合いを出すため、ヒビを棒の部分に入れている。

音撃鼓 火炎鼓（）
響鬼専用の音撃鼓。赤く縁取りがされており、中の色は黒。約30回の連打で大抵の魔化魍を倒せるとされる。普段は掌に収まるサイズの円盤だが、魔化魍の体に張り付けることで相手に合わせて巨大化する。大きさは上部のつまみを操作して任意に調節可能。巨大化後はある程度の拘束力があり、巨大な魔化魍には全身に至らず暴れられることもあるが、小型に対しては手足もまともに動かせない。
魔化魍を浄化すると自動的に使い手の元に戻り、何度でも使える。
- 鬼が装備することから、描かれた三つ巴紋は二本角となっている。

音撃鼓 爆裂火炎鼓（）
滝澤みどりが開発した新型の火炎鼓。元来の火炎鼓の清めの音の増幅機能をさらに強化したものだが、機能の増強によって従来より重量が増しており、非常に取り扱いにくい。僅か数回の連打で清めの音が火炎鼓の約数十倍に増幅され、魔化魍を倒すことが可能。
技
鬼幻術 鬼火（）
口を開き、紫色の超高熱の炎の気を吐き出して瞬時に敵を燃やし尽くす。怪童子・妖姫への止めとして使用することが多い。
- 別途に専用のマスクが製作されており、口の形状のモチーフは重ね合わせた葉の形状となっている。

鬼闘術 鬼ヅメ（）
手の甲から四本の鋭い爪を伸ばす。
鬼棒術 烈火弾（）
腕から体内に秘めた炎の気を烈火に注いで、音撃棒の先端の鬼石で火炎弾を形成し、隕石のように放つ。
鬼棒術 烈火剣（）
練成度の高い鬼石に交換したことで可能となった新技。音撃棒の先端の鬼石に体内から放つ炎の気を剣のように収束し、敵を切り裂く。テレビシリーズ終盤ではヒビキが生身でこの技を使用するシーンもある。

音撃
音撃打 火炎連打の型（）
左右の烈火で上から素早く交互に音撃鼓を連打する基本的な型。音撃を素早く決めることができるが、清めの音の響きがそう大きくないため、小さな魔化魍に対して有効的に使用される。
音撃打 一気火勢の型（）
振り上げた左右の烈火で上から同時に音撃鼓を激しく打ち込む型。一撃ごとにややタメがあり、次を打つという流れとなっている。一発一発がともかく強力なため、体表の硬い敵に有効。
音撃打 猛火怒濤の型（）
烈火を高く振り上げながら左右交互に音撃鼓を叩く型。大きいモーションの振りのため、やや連打のスピードが遅いが、清めの音の響きが大きいため、巨大魔化魍を倒すことが可能。
音撃打 豪火連舞の型（）
火炎連打・一気火勢・猛火怒涛の三つの型を組み合わせた型で、響鬼の最強の音撃打。相手の動きに応じて打ち方を変化させることで、高いダメージを与える。ただし、あらゆる全身の筋肉を酷使することから、肉体的な疲労が大きい。
音撃打 爆裂強打の型（）
爆裂火炎鼓を使用する技。横に構えた烈火で爆裂火炎鼓を叩き、清めの音を一気に叩き込む。
合体技
三鬼合奏音撃（）
響鬼、威吹鬼、轟鬼の3人の鬼が異なる音撃を合わせて魔化魍に叩き込む。

移動手段

不知火（）
ヒビキが魔化魍退治の際に主に使用する市販の車両が猛士によってチューンナップされた四輪駆動車。登坂力に優れ、足場が悪い山道でも大抵は難無く走行可能。移動だけでなく、テーブルやテントなどの野営装備やディスクアニマルを積み込んだ専用ケースを運搬する役割も持っており、最前線基地としても機能する。
当初ヒビキ自身は車の運転が得意でなく、主に香須実がドライバーを務め、日菜佳が代行したこともあったが、その後は乗りこなす。吉野の本部から支給されているので奈良ナンバーのプレートである。
- ベース車種はホンダ・エレメント。
- ボディカラー
  - 上部：サテンシルバー・メタリック
  - 下部：ショアラインベージュ・メタリック

凱火（）
バイクの腕前を鍛え直したヒビキに、吉野の猛士総本山から支給された専用バイク。非武装で、高速走行機能のみが強化されている。
特別遊撃班としてサポーターを伴わない緊急での単独の出動に対応するために支給された。後に野営道具やディスクアニマルを収納するサイドバッグも搭載可能になる。エンジン部にはコンピューターコントロールデジタル3次元マップが備えられ、エンジンの回転速度などはコンピューターによって制御される。
- ベース車種はホンダ・ワルキューレルーン。

### 仮面ライダー響鬼紅
響鬼紅（）は、体内の炎の気を最大限に高め、全身を炎のような真紅に染めた響鬼の特殊な強化形態。体色の変化のほかには、顔面や角に銀色の彩りが加わり、目の部分は黒いゴーグル状となっている。
ヒビキは毎年夏の時期に山ごもりをして身体を鍛え直して響鬼紅への変身能力を取り戻し、夏の魔化魍との戦闘に備える。この姿は身体能力の向上や炎の気を伴った音撃を使用可能だが、全身の筋肉を極限まで酷使するため、持続時間は1時間程度である。そのため、次々と一撃で倒せる強力な音撃打を繰り出すことが可能な響鬼紅を、短期決戦で用いるのを基本とする。
強化変身に際しては、通常の響鬼の姿で気合を込めると、足元から白い蒸気が立ち昇る。やがて蒸気は、紅く染まりながら全身を覆う。さらに胸から噴出した炎の気が全身を包み、最後にその炎を振り払って変身完了となる。なお、不完全な鍛え方をすると腕のみが紅くなる。
このような二段変身を披露した鬼は、劇中では響鬼しかいない。
- 企画当初には登場を予定していなかったキャラクターだが、子供たちへのアピールを強化するために考案された[31]。通常形態より眼の部分が明確になっているのも、子供たちへの訴求性を考えたもので、脚本の大石真司からの提案に基づいている[32]。
- 夏のみに登場することからアップ用・アクション用の区別がない1体のみスーツが制作された[31]。形状は通常の響鬼と同一だが、塗装に用いられたメタリックレッドの塗料は、マジョーラではない[32]。

音撃
音撃打 灼熱真紅の型（）
等身大の夏の魔化魍に対して唯一有効な、最強の音撃打。装備帯の音撃鼓 火炎鼓は使用せず、音撃棒 烈火で直接魔化魍を叩くことで火炎鼓を発生させ、爆発させる。
音撃打 爆裂真紅の型（）
巨大魔化魍と戦うときの技。装備帯の音撃鼓 火炎鼓を相手の体に取りつけ、音撃棒 烈火で連打することにより、清めの音を打ち込む。

### 仮面ライダー装甲響鬼
装甲響鬼（）は、装甲声刃を使用して強化変身する響鬼の最強形態。日本全国119人の鬼の中でも最強の能力を備える。名付け親はヒビキ自身で、「装甲声刃で変身したから」というお気楽な理由であった。
装甲声刃を駆使して戦うことが多いため、装備帯の音撃鼓 火炎鼓を用いることは少ない。また、2本の音撃棒 烈火は、腰ではなく背中に装着されている。
強化変身に際しては、響鬼の姿で装甲声刃のマイクに向けて「響鬼、装甲」と発声しつつ、グリップ底部の起動スイッチを押して特殊な波動を発生させる。再度スイッチを押すと全身が炎に包まれて響鬼紅の姿となり、何体ものディスクアニマルが集結してプロテクターへと変形する。茜鷹が両肩と両上腕部、浅葱鷲が両下腕部、青磁蛙が両足首、鈍色蛇が両膝とすね、瑠璃狼が両ふくらはぎ、黄檗蟹が両大腿部下段、緑大猿が両大腿部上段、黄金狼が両大腿部裏側のアーマーとして装着され、最後に金色に輝く茜鷹が胸部装甲となる。さらに体色が黒へと変わり、頭部の角が4本に増え、額にある鬼の紋章に「甲」の字型の装甲が装着されて、変身完了となる。このように響鬼の姿を経由するのが基本であるが、最終之巻のみ、生身のヒビキから直接変身している。
劇場版では、戦国時代から伝わる「猛士之刀」を手にすることで強化変身が行われ、ディスクアニマルは呼ばなかった。
- 響鬼のパワーアップに関しては、制作が難航した。アーマーを上乗せする従来型の強化は、肉体を鍛えて変身するヒーロー像にそぐわないし、またデザイナーの小林大祐は「引き算型の強化」にも挑戦したいと思っていたので、襷状のパーツを取り払って体色が模様上に変化したデザイン案を複数提出した[39]。ところが、子供たちのパワーアップに対する意識は想像以上に保守的であると判明したため、結局は装甲強化路線に戻らざるを得なくなった[39]。最終的に企画側からの提案に基づき、劇中で最も科学的な造形であるディスクアニマルをモチーフとすることで、メカニカルな装甲と作品イメージとの違和感の低減が試みられた[40]。

装備
音撃増幅剣 装甲声刃（）
猛士総本部開発局長・小暮耕之助が新開発した最強の剣型音撃武器。刀身から発する身体能力を強化する特殊な波動で、響鬼を装甲響鬼に武装強化させる。
「剣撃モード」の刀身は音叉剣以上の切れ味を発揮し、炎のエネルギーを発生させて攻撃することも可能。鍔元からは鉤が生えており、敵の武器を挟み込んで受け止めたり、へし折るといった使い方ができる。また、グリップ下部はディスクアニマルを起動させる箇所となっており、装甲声刃からの波動を与えてアームドディスクアニマルへと強化する。
鉤の部分を180度折り畳むことで、スピーカーが出現して「音撃モード」へと変形する。刀身後部のカバーを開いてマイクを露出させ、声を送り込むと、音撃波へと増幅される。
小暮が自信作として披露した装甲声刃だったが、波動と同調できなかった鬼の肉体に疲労をもたらして変身解除し、さらには一時的に鬼への変身をも阻害してしまうというデメリットがあった。劇中ではヒビキのほか、実験台にされたダンキとショウキ、無断で持ち出したトドロキが被害に遭っている。
一時はスーパー童子の手によって奪われ、洋館の男女の分析対象となり、波動を抑える実験をされていた。その効果があった可能性もあるが、最終的にはヒビキが特訓の末に波動との適合に成功し、使いこなせるようになった。
劇場版では設定が異なり、安達明日夢が古文書に記された洞窟に安置されていた「猛士之刀」を発見し、響鬼に手渡すことで変化した物となっている。
- 既に剣としてのアクションは轟鬼で実現していたことから、十手と苦無を融合させたものとなった。楽器のみならず、声も音撃であるということからハンドマイクと剣を合体させている。
- 撮影用プロップは、実際に変形・固定できる構造になっている。

音撃
音撃刃 鬼神覚声（）
音撃モードの装甲声刃を縦に構え、「鬼神覚声」と発声した後、装甲響鬼の声を増幅させ、音撃波として魔化魍にぶつける最強の音撃。あらゆる種類の魔化魍に有効である。
音撃波をそのまま放つ場合と、刃のように変えた波動で敵を切り裂く場合の2パターンが存在する。
劇場版はテレビシリーズと描写が異なり、まず装甲声刃の側面を前に向けて気合を入れ、それから構え直す。すると鉤部分が自動的に展開してスピーカーが露出し、刀身から白いオーラのようなものが沸き上がる。最後に装甲声刃を振り下ろして、白い刃を投射した。

## 仮面ライダー威吹鬼
威吹鬼（）は、猛士の関東支部に所属する音撃戦士のひとり。猛士の中核を担う和泉家の3男として生まれた、イブキこと和泉伊織が変身する。
遠距離戦を得意とする「管の音撃戦士」であり、主に空中を飛行する魔化魍の退治を担当している。近接戦闘では怪童子や妖姫に苦戦することもあったが、強力な蹴り技を駆使することで何度も危機を逃れている。後に鬼闘術 旋風刃を会得し、蹴り技との併用で魔化魍を圧倒できるようになった。また、夏に出現する魔化魍の一部は音撃棒でしか倒せないため、専用の音撃棒で戦う術も身に着けている。
和泉宗家の者の宿命ゆえに、10代のころからすでに鬼としての活動を始めており、猛士の支援を受けつつ高校生活と魔化魍退治を両立させていたようである。また、悪に走った音撃戦士を粛清する「鬼祓い」や、魔化魍の異常発生現象を鎮める「清めの儀式」など、重要かつ危険な任務に就くことが多い。
変身に際しては、まず角を展開した状態の変身鬼笛 音笛を吹き鳴らし、特殊な音波を発生させる。それから音笛を顔の前にかざすと、額に鬼の紋章が浮かぶ。さらに音笛を右から左に振るうと、小型の竜巻が全身を包み込む。肉体が鬼の姿となったのち、手刀で竜巻を断ち切って、変身完了となる。なお、着用していた衣服は竜巻によって消し飛んでしまうため、戦闘終了後は全裸にならないよう、顔だけ変身を解除する。
- 企画当初に構想されていた「世界各地で活躍する魔物ハンター」で、威吹鬼はアメリカ出身のヒーローとしてデザインされていた[50]。その名残で、頭部の形状はテンガロンハットをモチーフとしており[50]、胸に飾られた金管の装飾は西部劇に出てくるガンマンのベストのようになっている[51]。
- スーツの塗装に用いられた塗料はマジョーラではなく、メタリックのパウダーを黒地に混入させたものとなっている[52]。
- 音撃時の口を開いたマスクは、トランペットを吹く形状を元にデザインされた[53]。

装備
装備帯
腰に巻いたベルトには、正面のバックル部分に音撃鳴 鳴風、右腰に変身鬼笛 音笛、左腰にディスクアニマルを装備する。主に使用するディスクアニマルは、ニビイロヘビ・アサギワシ・キアカシシ。
上記は通常活動の場合であり、戦う魔化魍の種類によっては音撃鼓を装備することもある。
変身鬼笛 音笛（）
金色の変身鬼笛。本体には鬼面の彫刻が施されており、2本の角は折り畳み式のカバーとなっている。携帯時はカバーを閉じているが、変身に用いるときはこれを展開する。
歌口を吹くことで発生する特殊な音波が、イブキの肉体と共鳴することで、鬼の姿へと変身させる。また、休眠中のディスクアニマルを起動させたり、ステルス機能を発動させたりといった特殊な操作も、音波を介して行う。
本体下部の留め具にディスクアニマルを固定すれば、データを読み込んで音声の再生などが可能となる。
- 角の展開ギミックの起動スイッチは、本編では耳にあるが、玩具では構造上、下部に回された。

音撃管 烈風（）
ベルとマウスピースを取り除いた形状のトランペット型音撃管。空中や水中など、接近戦に持ち込みにくい環境での戦闘に有効である。
通常時の「銃撃モード」は、トリガーを引くことで空気弾を射出する。ピストンバルブを操作することで、発射する弾を赤い鬼石に切り替えることができる。なお、バルブ側面には鬼面の装飾が施されており、銃口側から順に3本角・2本角・1本角となっている。
専用のマウスピースを本体後部に、展開させた鳴風を銃口にそれぞれ装着することで「音撃モード」に変形する。
- 撮影用プロップはアップ・アクション用の2種類が制作され、本物の革が銃床に巻かれている。

音撃鳴 鳴風（）
威吹鬼の音撃鳴。装備帯の腹部に装着されている、烈風の銃口に合体させて展開することでトランペットのベル部分になる強化パーツ。外見は青い縁取りに内側は金色となっている。
- 当初は展開時に破裂した爆竹のような形状になっていたが、強度などの問題から縁取りが付けられた。
- 装備帯に装着されているものはアップ用・アクション用をシーンに応じて適宜付け替えられ、アップ用は羽根の間が底抜けになっており、ピンによって固定される。アップ用プロップは実際に展開して装着することが可能だが、装備帯に装着されているものとは、縮尺が異なる。

音撃棒 山背風（）
夏の魔化魍と戦う際に使用する音撃棒。先端の鬼石の色が青いことが特徴。威吹鬼専用の音撃鼓と併用する。
この他、テレビシリーズ終盤では響鬼の烈火を借り受けて戦ったこともある。

技
鬼闘術 鬼ヅメ
手の甲から4本の鋭い爪を伸ばし、パンチで敵を引き裂く。
鬼闘術 旋風刃（）
乱れ童子戦で接近戦に苦労したことから、密かに鍛えて編み出した接近戦用の技。手刀や蹴りに身体から放たれる風の気による真空の刃を纏わせて放出し、攻撃と同時にカマイタチや強風を発生させて敵を切り裂く。

音撃
音撃射 疾風一閃（）
威吹鬼の必殺音撃。烈風の銃撃モードで魔化魍の体に鬼石を撃ち込み、音撃モードで清めの音を吹き鳴らして増幅・共鳴させ、内部から破壊する。
四十六之巻では響鬼がアミキリ戦で威吹鬼に清めの儀式の実践訓練として一時的に烈火を渡したため、烈風と鳴風を借り受け、使用したこともある。

移動手段

竜巻（）
イブキが移動手段として使用する専用バイクがベース。ナンバーは、奈良Cひ29-02。かつては凱火と同系のマシンを使用していたが、あきらを弟子にしてからは、現在の車体に変更した。そのため、凱火と同タイプのライトにカスタマイズされている。後部シートにあきらを乗せて移動する。バイク好きなイブキ自身が市販の車両の各所をチューンアップし、同型車両を凌ぐスペックを誇る。車体後部上面には野営装備が、後部両側面には烈風（右側）・ディスクアニマル（左側）がそれぞれ積載されたサイドバッグが取り付けられている。
十之巻で響鬼が運転し、威吹鬼が後部座席に乗ってオトロシを攻撃した後に響鬼の運転ミスで無人の状態で廃材置き場に突っ込み、大破したこともあった。
また魔化魍退治以外の時は、竜巻とは別のバイク（ホンダ・シャドウ400cc・ホンダ・フォルツァ）に乗っている。
- ベース車種はホンダ・シャドウ750CC。

## 仮面ライダー轟鬼
轟鬼（）は、猛士の関東支部に所属する音撃戦士のひとり。警察官から転身した26歳の青年、トドロキこと戸田山登己蔵が変身する。
「弦の音撃戦士」であり、師のザンキから受け継いだ音撃弦 烈雷を振るって戦う。右親指には、弦を弾くためのピック状の突起がある。また、夏に出現する魔化魍の一部は音撃棒でしか倒せないため、専用の音撃棒も所持している。新人の音撃戦士であるため戦い方は粗削りだが、度胸とパワーならば関東の鬼でも随一を誇る。
十五之巻・十六之巻では正式な鬼ではなく、「戸田山変身体」として活動していた。本来ならば一人前となった際に師匠の「斬鬼」の名前を受け継ぐはずだったのだが、「斬鬼さんには斬鬼さんのままで居て欲しい」と固辞し、新たに命名された「轟鬼」を名乗ることとなった。
変身に際しては、変身鬼弦 音錠の鎖を引いて蓋を開き、内蔵されている弦をはじく。すると発生した音波が肉体と共鳴し、額に鬼の紋章が浮かぶ。さらに腕を高く掲げると、体に雷撃が降り注いで火花が散り、全身が光に包まれる。肉体が鬼の姿に変わったのち、光を振り払って変身完了となる。なお、着用していた衣服は変身時の雷撃で消滅するので、戦闘終了後は顔だけ変身解除する必要があるが、初めて単独で変身して戦った折は加減がわからず、全裸になってしまった。
- 顔に走るラインは6本の弦をモチーフにしており、響鬼や威吹鬼と比べると「眼の部分」が明確に主張されている[66]。
- ボディーカラーにはグリーン系のマジョーラカラーを使用しているが、試し塗りでは明るすぎたことから、黒味を徐々に増したものとなった[67]。響鬼や威吹鬼との差別化から左右非対称のスタイリングで、直線を多く用いたものとなっている[68][66]。
- 左肩から胸に伸びるプロテクターは着物の襟合わせの意匠となっており、その上に飾られた弦は赤く塗装した本物のスチール弦が用いられている[68]。また腕部については、デザインでは銀地に金ラインだったが、モニタではボヤけて見えるということから造形ではシルバー地に赤のパイピングとなっている[66]。
- 企画初期では、「仮面ライダー弦鬼」という名前で、威吹鬼のように飛行する敵を倒す鬼として考えられていた[69]。

装備
装備帯
腰に巻いたベルトには、正面のバックル部分に音撃震 雷轟、左腰にディスクアニマルを装備する。
上記は通常活動の場合であり、戦う魔化魍の種類によっては音撃鼓を装備することもある。
変身鬼弦 音錠（）
金色の変身鬼弦。左手首に装着するブレスレット状のアイテムで、携帯時はカバーで覆われている。
鎖付きのリングを下に引くと、カバーが開いて3本の赤い弦が現れる。これを爪弾いて発生する特殊な音波が、トドロキの肉体と共鳴することで、鬼の姿へと変える。
また、弦をはじいた音波は、ディスクアニマルの起動などの操作にも用いられる。ブレスレットの裏側にはディスクアニマルを固定するための留め具があり、データを読み込んで音声などの記録された情報を再生する。
シュキに奪われて、朱鬼への変身に使われたこともあった。
- 弦が出現するギミックは箱根寄木細工のカラクリ箱などを参考にしており、かつ金属製という発想から錠前となった。

音撃弦 烈雷（）
猛士によって開発された、ギター型の音撃武器。六弦式のため、ヘッド部分には左右合わせて6つのチューニング・ペグが付いている。また、剣先とボディをつなぐ部分には、赤い鬼石が埋め込まれている。
歴代の弦の使い手に受け継がれてきた稀代の名音撃武器とされ、常に最新の音撃テクノロジーに合わせて改造を施され、轟鬼が独り立ちする際に斬鬼から受け継いだ。
通常は「剣撃モード」で振るわれ、怪童子や妖姫などの等身大の敵相手に多用されるほか、巨大魔化魍に対しても脚部やボディにダメージを与えることが可能。携行時は専用の革製ケースに収納し、ショルダーベルトから下げて持ち運ぶ。
音撃震 雷轟をボディ中央に装着することで「音撃モード」となり、ボディの左右が大きく展開する。
斬鬼は烈雷を順手で持っており、轟鬼も同様の持ち方をしていたが、轟鬼は「俺を真似るな、自分流で行け！」という斬鬼からの激励を受けて逆手持ちで使っている。轟鬼が受け継いでからは弦の色が赤になった。
- 当初は二胡という設定であった。その後、3本弦のギターとしてデザインを進行させていたが、音楽ディレクターの本地大輔が烈雷のSE収録時にギターの形が6本弦でないのはおかしいと進言したことから、6本弦に変更となった。カポタストなど、リアルにギターのディテールを追求する一方で、襖の欄間をモチーフにした彫刻をボディーに施している。
- プロップはアップ用・アクション用の二本が製作された。アップ用はスチール弦が実際に張られ、実際に音撃モードへの展開が可能。ケースは既製品ではなく、プレックスの下田竜彦のデザインによる皮革製のもので、烈雷の先端にショルダーのベルトを被せるものとなっている。
- テレビシリーズでは右手で弦を弾いているが、『7人の戦鬼』では左手で弾いている。

音撃真弦 烈斬（）
斬鬼用に開発された、最新の音撃武器。斬鬼の死後に轟鬼が受け継ぎ、烈雷との二刀流で用いられた。
音撃震 雷轟（）
轟鬼専用の音撃震。枕型の板に6本の赤い弦が張られた黒いボディに、メタリックグリーンの縁取りがなされている。烈雷のピックアップ部分に組み込むことでボディの刃の部分が展開し、音撃モードとなる。
- 実際のプロップでは烈雷のネック側から装填するが、構造上、商品ではボディ側からにギミックが変更となった。

零式（）
戸田山変身体が装備帯のバックル部分に着装していた銀色の部品。弟子の鬼のみに与えられるもので、音撃には使用できない。
音撃棒 落雷（）
夏の魔化魍と戦う際に使用する音撃棒。鬼石の色は緑。轟鬼専用の音撃鼓と併用する。以前は斬鬼が使っていたもの。

技
鬼闘術 雷撃拳（）
拳に電撃を帯びさせ繰り出す強力なパンチ。
また、足に雷を纏わせてキックする派生技もある。

音撃
音撃斬 雷電激震（）
師匠斬鬼直伝の必殺音撃。音撃弦 烈雷の切っ先を魔化魍に突き刺した状態で、音撃震 雷轟を烈雷に装着し、エレキギターのように激しくかき鳴らして、清めの音を送り込む。
斬鬼は順手持ちなので烈雷をそのまま相手に突き刺してから音撃斬の形に入るが、轟鬼は未熟なためか隙が大きく、順手で行おうとした際、振り払われていた。そこで烈雷を逆手持ちにし、音撃形態にしてから、後ろ向きで相手に烈雷を突き刺すというモーションにしている。
合体技
音撃合奏（）
轟鬼の音撃斬 雷電激震と斬鬼の音撃斬 雷電斬震を同時に打ち込む技。強力な魔化魍を一撃で粉砕できる最強級の音撃であり、カエングモ戦で一度だけ使用された。

移動手段
雷神（）
ヒビキの不知火と同じエレメントの色違い。不知火同様、市販の車両が猛士によってチューンナップされた。野営装備や烈雷、ディスクアニマルなどを積載する。
ドライバーはトドロキが務め、助手席にザンキが乗る。2年前に支給された際に「猛士」車両部の手違いでザンキのイメージカラーである緑色ではなく、赤い車体が支給された。その後、緑色に再塗装したため、車内に赤が残っている。ザンキに支給されたものであったが、ザンキが引退したことでトドロキに受け継がれた。
- ベース車種はホンダ・エレメント。
- ボディカラー
  - 上部：サテンシルバー・メタリック
  - 下部：ガラパゴスグリーン・メタリック

## 仮面ライダー斬鬼
ヒビキと同世代の音撃戦士であるザンキが変身する鬼。数多くの魔化魍を倒してきたベテラン戦士だが、膝に負った古傷の悪化が原因で戦闘能力が衰えたため、弟子であるトドロキに自らの音撃武器を託して引退した。膝以外にも戦闘に差し障る疾患を抱えていたようで、医者からは変身を止められていた。
しかしその後、かつての師匠であるシュキが、ノツゴを討とうとするあまりに天美あきらを危険にさらすのを見て、再び鬼へと変身し、シュキの犠牲もあってノツゴを撃破する。さらにトドロキが「再起不能」とまで言われる重傷を負った際は、代わりに前線に立つようになったが、バケネコ戦で3匹がかりの強襲を受けて絶命した。
- 本来はゲストキャラクター扱いであり[84]、轟鬼の引き立て役になるよう、ボディは地味めのカラーリングでまとめられた[85]。当初は胸の弦が切れ、ボディーは傷ついているなど歴戦の戦士であると同時に矢尽き刀折れた印象が強調された、満身創痍の状態のデザインもあった[85]。

装備
変身鬼弦 音枷（）
ザンキの変身鬼弦。構造は轟鬼の音錠と同様だが、弦は金色になっている。
音撃弦 烈雷（）
斬鬼が引退前に使用していた音撃弦で、音撃震 雷轟と共に弟子の轟鬼に受け継がれた。斬鬼が使用していたころには弦の色が金だったが、轟鬼に受け継がれてからは赤の弦に張り替えられている。
音撃真弦 烈斬（）
ノツゴ戦で復帰した斬鬼が新たに使用する音撃弦。烈雷が昔から代々受け継がれてきたのに対し、こちらは最新技術で製作された武器である。
剣先とボディをつなぐ部分には、金色の鬼石が埋め込まれている。ノコギリ状の剣先には超震動機能が内蔵され、魔化魍の強固な外皮を破りやすくなっている。
鬼を引退していた時期のザンキに最新武器が支給された理由は不明だが、おそらく性能を引き出すための試験的な意図が込められていたと考えられる。
ザンキの死後は、烈雷同様にトドロキが受け継ぐこととなった。
- 当初の登場予定はなかったが、トドロキに烈雷を伝授していたため代わりの武器が必要となり、急遽制作された。プロップのモード変形は、ヘッドの換装によって行われている。

音撃震 雷轟（）
現役時に使用していた音撃震で、引退する折に轟鬼へと受け継がれた。
音撃震 斬撤（）
烈斬に対応する音撃震。黒いボディに金の縁取りがなされており、中央は赤い三つ巴が施されている。弦の色は金。

技
鬼闘術 雷撃拳（）
拳に電撃を帯びさせ繰り出す強力なパンチ。
返魂の術（）
シュキから教わった禁断の術。護摩を焚いて呪文を唱えると、体の表面に紋章が現れ、命を落とした後も蘇って活動できるようになる。しかし使用者はやがて人間の心を失い、永遠の闇に飲まれてしまうという。
重傷を負ったトドロキのために、ザンキはこの術で地上に留まっていたが、やがてトドロキが復活を遂げたのを見届けると、最後に一度共闘したのち、自らの意志で消滅した。

音撃
音撃斬 雷電激震（）
轟鬼に伝授した技。轟鬼の場合と異なり、斬鬼は烈雷を一度弾くだけで清めの音を放つ。轟鬼と斬鬼は持ち方と必殺技を放つモーションも逆。
音撃斬 雷電斬震（）
復帰後の斬鬼が新たに使用する音撃技。順手持ちの状態から烈斬を突き刺し、音撃モードにして斬撤をかき鳴らすことで清めの音を放つ。

## ゲスト登場の音撃戦士

### 仮面ライダー弾鬼
弾鬼（）は、猛士の関東支部に所属する音撃戦士のひとり。26歳の青年、ダンキこと段田大輔が変身する。
性格は少々短気で、がさつ。ヒビキ以上に機械オンチで携帯電話すら持っておらず、連絡手段であるパソコンが壊れてもすぐに修理しないなど、細かいことは気にしない。「たちばな」への連絡はメールなどが苦手なため、公衆電話を使っていた。表面では生意気なことを口走っていても、太鼓の鬼としての先輩・ヒビキを兄貴分として慕い、尊敬している。
小暮に装甲声刃の実験台にされた際、ショウキと共にしばらく変身不能になってしまい、「たちばな」で「小暮の武器は失敗作だ」とぼやいていたところ、現れた小暮に「日ごろの鍛錬が足りないのを人のせいにするな」と叱責された。
音撃打の戦士で、ヤマビコの童子と姫相手には、高所から飛び降りて着地と同時に2体まとめてキックを見舞うなど、身軽さと高度な格闘術を見せつけた。
- 撮影用スーツは、威吹鬼のものを流用・改修している[92]。

装備
変身音叉
響鬼の使用する音角と異なり、グリップ部分と角の付け根が青い。
「音角」のような固有の名称があるのかは不明。
音撃棒 那智黒（）
弾鬼専用の音撃棒。本体は青、グリップの部分は白で先端の鬼石は赤である。
音撃鼓 御影盤（）
弾鬼の専用の音撃鼓。外見は青い縁取りがなされている。

音撃
音撃打 破砕細石（）
劇中未使用。
音撃打 粉骨砕身（）
劇中未使用だが、十二之巻でみどりが明日夢に見せた鬼の名簿の中に記載されているのが確認できる。

### 仮面ライダー裁鬼
裁鬼（）は、猛士の関東支部に所属する音撃戦士のひとり。関東支部では最古参となる、サバキこと佐伯栄が変身する。年齢は36歳、もしくは37歳。
音撃弦の戦士だが、夏の魔化魍であるカッパ相手には音撃棒で立ち向かったほか、音撃管も使いこなすとされる。さまざまな種類の魔化魍に対応できる能力の持ち主と言える。なお、石割という青年のサポーターがいる。
魔化魍との激戦が相次いで体調を崩していたものの、入院した斬鬼の穴を埋めるために奮闘する。しかしヤマアラシ、カッパ、「鬼の鎧」をまとったシュキ、そしてヨブコと、対戦相手にはことごとく惨敗しており、斬鬼や轟鬼に助けられる展開がよく見られた。
- 撮影用スーツは響鬼のものを改修している[92]。

装備
変身鬼弦
轟鬼や斬鬼の使用する変身鬼弦と外見上の差異はない。
「音錠」のような固有の名称があるのかは不明。
音撃弦 閻魔（）
裁鬼専用の音撃弦。
音撃震 極楽（）
裁鬼専用の音撃震。黒いボディに赤の縁取りがなされている。弦の色は金。
音撃棒 笏拍子（）
夏の魔化魍と戦う際に用いる音撃棒。先端の鬼石は、響鬼の音撃棒 烈火と同様の赤色である。
小型音撃弦
音撃弦を片手で持てる大きさまで縮小した音撃武器。ヨブコ戦で登場し、二刀流で用いられた。
技
鬼闘術 鬼ヅメ
手の甲から4本の鋭い爪を伸ばし、敵を刺し貫く。
音撃
音撃斬 閻魔裁き（）
劇中未使用。音撃弦 閻魔に音撃震 極楽を合体させて発動させる。

### 仮面ライダー鋭鬼
鋭鬼（）は、猛士の関東支部に所属する音撃戦士のひとり。28歳の青年、エイキが変身する。
語呂合わせや駄洒落が好きな性格で、周囲のみんなを閉口させている。弟子やサポーターは伴わず、単独で活動する。
音撃打の戦士で、他の鬼と比べて小柄だが、素早い身のこなしを見せる。また、ヨロイツチグモの武者童子および鎧姫と交戦した際に足を負傷し、崖から転落しながらも、その翌日にはヨロイツチグモと交戦する威吹鬼と轟鬼の援護に入るという、並外れたタフネスさを披露している。
- 撮影用スーツは他の鬼との身長差をつけるため、新規造形となっている[92]。赤銅色の肌は、ゴールドをブラウンに塗したマジョーラカラーで表現され、そこに緑青色のディテールが加わっている[92]。

装備
変身音叉
響鬼の使用する音角と同様の外見。
「音角」のような固有の名称があるのかは不明。
音撃棒 緑勝（）
鋭鬼専用の音撃棒。本体と鬼石は青緑、グリップ部分はオレンジ色。
鬼石に緑色の炎をまとわせることで、殴打の威力を高めることが可能。
音撃鼓 白緑（）
鋭鬼専用の音撃鼓。外見としては青緑の縁取りがなされている。

音撃
音撃打 必殺必中（）
二十九之巻でヨロイツチグモに対して使用。威吹鬼の音撃射 疾風一閃、轟鬼の音撃斬 雷電激震と同時に繰り出すことで、相手を撤退に追い込んだ。

### 仮面ライダー朱鬼
朱鬼（）は、女性の音撃戦士。ザンキの師にあたり、ほかにも多くの鬼を育ててきたベテランのシュキが変身する。呪術に長けており、年齢にそぐわない若さを保っている。
巨大魔化魍ノツゴに両親を殺された過去があり、その恨みが強すぎて、ノツゴを退治するためならば弟子の斬鬼をも犠牲にしようとしたので、鬼の世界から追放されていた。その後は華道教室の講師として生きていたが、ノツゴの再出現を知ると、他の鬼から変身鬼弦を奪って、変身能力を取り戻そうと考える。盗み出した「鬼の鎧」を着用して裁鬼などを襲い、ついにはトドロキの変身鬼弦 音錠を強奪して朱鬼への変身を遂げたが、そのために威吹鬼から「鬼祓い」の対象として戦いを挑まれることとなった。最終的には、自らの体ごと音撃奏 震天動地を放ってノツゴに致命傷を与え、望みをかなえるのと引き換えに息を引き取った。
額に現れた金色の鬼面の紋章は、他の音撃戦士に比べると非常に大きく、顔一面を覆う独特の容姿となっている。
呪術を駆使する戦法以外に、格闘術も優れており、強烈な手刀を浴びせて威吹鬼を退けたこともあった。
- デザインは石森プロの飯田浩司が担当[92]。
- 撮影用スーツは鋭鬼のものを改修している[92]。

装備
鬼の鎧
吉野の鬼武神社で保管されていた猛士の武具。鍛えた人間が着用すると鬼に近い能力を発揮でき、鬼が不足した時代に用いられた鬼の代用品と伝えられる。
シュキが盗み出して身にまとい、スーパー童子やスーパー姫、裁鬼や響鬼と交戦したが、ザンキに破壊された。
- デザインは飯田浩司が担当。デザインのモチーフは『変身忍者 嵐』で、『劇場版 仮面ライダー響鬼と7人の戦鬼』の火焔大将の顔と肩口を変更することで造形された。ただし、同作品に登場する魔化魍が『変身忍者 嵐』の敵をモチーフであるのを受けてのことではないという。

装備帯
腰に巻いたベルト正面のバックル部分に音撃震を装備しているが、朱鬼の音撃弦は音撃震を必要としないので、戦闘中に取り外すことはない。また、左腰にはディスクアニマルを装備する。
トドロキから奪った音錠で変身していることから、おそらく音撃震 雷轟と轟鬼用ディスクアニマルが付随してきたものと思われる。
音撃弦 鬼太樂（）
竪琴型の音撃武器。他の鬼の音撃武器とは異なり、使用時のみ呪術によって実体化させる。
これを奏でることで、カーテン状の光を放って魔化魍を攻撃する。
技
呪術
花を炎の鳥に変えて式神とし、自在に操る。ディスクアニマル導入前の時代に用いられた特殊戦闘術で、シュキは主に変身前に使っていた。
また、炎を身にまとって姿を消すことができる。
鬼闘術 鬼ヅメ
手の甲から4本の鋭い爪を伸ばして戦う。劇中未使用。
音撃
音撃奏 震天動地（）
鬼太樂を複数回奏でて、光の矢を生成し、魔化魍に放つ必殺音撃。

### あきら変身体
威吹鬼の危機を救うため、一度だけあきらが変身したもの。
鬼の音撃属性を示す胸部装甲は着装されていない。バックルには練習用の音撃鳴が装着されている。全容は不明瞭なカメラアングルで映されており、当時の映像ではマスクの形状や腹部の詳細は判別不能だったが、後に全身像が公開された。
『仮面ライダーディケイド』に登場する仮面ライダー天鬼（）とは、デザインが異なる。
装備
変身鬼笛
銀色のカラーリングとなっており、変身時に展開するカバーの下には鬼面状の彫刻が入っていない。
「音笛」のような固有の名称があるのかは不明。

### 京介変身体
ヒビキに師事する少年、桐矢京介が変身した姿。免許皆伝までは受けていないため、鬼としてのコードネームはない。
京介がまだ幼いころに、消防士として働いていた父親が、火災現場で逃げ遅れた子供を助けるために命を落とすという過去があった。やがて成長した京介は、夜道で魔化魍カシャに襲われた際、駆けつけたヒビキがカシャからの火炎攻撃をくぐり抜けて立ち向かう姿を見て、亡き父親の面影を重ね、弟子入りを決意したのだった。もともと京介は運動神経の面で劣っていたが、1年間にわたる修行でこの弱点を克服し、変身能力を獲得するに至った。
変身後の姿は響鬼に似ているが、頭部の角は4本である。体色は鬼の中では非常に珍しい銀色で、これは消防士であった父の記憶を反映したものであると考えられている。なお、変身時に体を包む炎は青白い色をしている。
京介はまだ音撃を使えないため、魔化魍との戦いではもっぱら格闘術を駆使していた。正面蹴りや相手の不意を突く後ろ蹴り、連続して繰り出すパンチ、さらには巴投げを披露しているが、ある程度の効果はあるものの、魔化魍にとどめを刺すことはできない。
『仮面ライダーディケイド』第18話では頭部のみ変身していないこと以外は同一の姿を持つアスム変身体が登場した。
装備
変身音叉 音角
形状はヒビキと同様。
練習用音撃棒
本体・先端の鬼石ともに紫色。
練習用音撃鼓
外見としては紫の縁取りがなされているほか、通常の音撃鼓では銀色の部分が金色となっている。

## 後期OPのみ登場の音撃戦士

### 仮面ライダー剛鬼
28歳のゴウキが変身する。
気は優しくて力持ちな性格で、口数は少ないが、心優しく仕事もきっちりとこなす好漢。サポーターを務めていた女性と昨年結婚しており、新婚夫婦で活躍中である。
劇中の前年は、ヒビキに次ぐ戦歴を残している。
装備
音撃棒 剛力（）
音撃鼓 金剛（）

音撃
音撃打 豪腕無双（）
音撃打 爆裂乱打（）

### 仮面ライダー勝鬼
27歳のショウキが変身する。
子供のまま大人になったような、明るく気さくなお調子者の青年であり、服装や身なりに無頓着で、冬でも薄着な体育会系の性格。ダンキとは馬が合うらしく、コンビを組んでいることが多い。
ダンキとともに小暮から装甲声刃を渡された際は、使いこなせず変身不能に陥ってしまった。
音撃射の戦士だが、遠距離攻撃だけでなく近距離戦にも秀でている。
装備
カギ爪・風牙（）
両腕に装備している接近戦用の大きな爪。
音撃管 台風（）
勝鬼専用のスーザフォン型音撃管。
音撃鳴 風束（）

音撃
音撃射 暴風一気（）

### 仮面ライダー闘鬼
33歳のトウキが変身する。
豪放磊落にして大酒飲み、大食漢の豪快な男。妻と息子の3人暮らしで、妻をサポーター、息子を弟子とし、家族揃って活動している。
装備
音撃管 嵐（）
闘鬼専用のトロンボーン型音撃管。
音撃鳴 旋風（）

音撃
音撃射 風神怒髪（）

### 仮面ライダー蛮鬼
21歳のバンキが変身する。
裁鬼の元弟子で、数年前に独立した。大学に通いながら、鬼として働いている。その名前とは裏腹に落ち着いた性格で、魔化魍や音撃の研究に余念がない知略家。
装備
音撃弦 刀弦響（）
2本のネックが並んだ蛮鬼専用の音撃弦。
音撃震 地獄（）

音撃
音撃斬 冥府魔道（）

## 戦国時代の音撃戦士
劇場版『劇場版 仮面ライダー響鬼と7人の戦鬼』に登場する鬼。
作中の戦国時代では鬼の存在自体は知れ渡っているが、人を捨てた存在として忌み嫌われている。
デザインは各々の出身地の有名な芸能、名跡、動物、果ては現代におけるプロ野球チームのイメージアニマルがモチーフとなったうえ、宣伝時にはご当地ラーメンになぞらえてご当地ライダーなどと称された。

## 設定・名前のみ登場の音撃戦士
先代斬鬼
テレビシリーズでの会話中のみに登場。斬鬼の師であり、みどりによると、一時響鬼にも弦の技を伝授したが、響鬼は弦のセンスがあまりなかったらしく修行中はかなりもめたという。
山吹鬼（）
五之巻にて、ヒビキが所持する手帳に名前のみ登場。
凱鬼（）
東北支部所属の鬼で、青森のヤマビコを倒したことがある。三之巻における香須美の台詞の中に名前のみ登場。
吹雪鬼（）
テレビシリーズ前半のシフト表の中に名前のみ登場した鬼。三十四之巻以降のオープニング映像では登場しておらず、引退を示唆する資料も存在する。
弦鬼（）
江戸時代の音撃弦の鬼。岐阜でバケガニ4体とアミキリを倒した。二十之巻にて、たちばなのパソコンに関連文献が登場。
導鬼（）
猛士総本部長（イブキの父）の現役時代のコードネーム。当時は立花勢地郎をサポーターに戦っていた。現在吉野にて最高幹部に位置し、猛士全体を統括している中心的人物。

## ディスクアニマル
- 直径：125ミリメートル（ディスク時・共通）

動物の魂を用いた式神の一種であるサポートモンスターで、別名「音式神（）」。猛士本部の吉野で開発されており、古来では折り紙状に変形する紙や木製の音式神だったが、現代ではそれを元にしてみどりの手によって最新テクノロジーを融合して開発したCDのようなディスク形状となっている。いずれも犬猫程度の知性を持ち、ディスクアニマル同士の簡易的な意思伝達が可能で、忠誠をそれぞれの主人に尽くす。通常のサイズのほか、「戦闘型」と呼ばれる別タイプも存在する。姿を透明にすることもでき、情報収集や攻撃補助に活躍する。魔化魍や童子・姫、クグツに捕まり破壊される場面も何度かあった。
同型の物が多数存在しており、ファイルケースや専用ケースに詰められたり変身前後の鬼や弟子の左腰に3枚程度吊るされて携帯される。変身道具の特殊音波を使って命令を入力し、発する特殊音波に共鳴することによって動物形態に変形・起動する。ケースに収められている物は1枚に命令を与えると戻した時に同じケースに入っている全てのディスクに伝わり、戻る時は変身道具が振動して報せる。また、変身道具を介することで収集した情報を再生する。それぞれの鬼は交換パーツを携行している模様で、ディスクが破壊されても、程度によってはパーツ交換でまた元のように使えるようになる。
シュキは花びらを炎に変化させる式神を使用していた。
茜鷹（）
別名「音式神 鷹型」。タカの魂が用いられており、空中からの偵察任務を主として行うなど汎用性が高い。
翼が鋭いカッターになっており、ディスク状態でも投擲することで円盤型手裏剣としても機能する。
ただし、ボディの軽量化からエネルギー蓄積容量が抑えられ、飛行時はエネルギー消費が激しいことから、録音時間と使用稼働時間が短い。

瑠璃狼（）
別名「音式神 狼型」。オオカミの魂が用いられた陸上では最も有効に使用可能な機種。あらゆる地形を難なく走破して敵の探索を行う。
録音時間と稼働時間が長いことから、耐久性に優れ、敵に口の鋭い牙で噛み付く。

緑大猿（）
別名「音式神 大猿型」。サルの魂が用いられている。画像の録画機能を持つ。
ディスクアニマルの中ではやや高い知能を有し、力も強いことから被害者の護衛や保護を行う。必殺技は強力なパンチ。

黄蘗蟹（）
別名「音式神 蟹型」。カニの魂が用いられているヒビキの専用機種で、水中での行動や録音が可能なため、水に潜む魔化魍の捜索に用いられる。
右腕の大きなハサミはマニピュレーターやドリルにもなり、攻撃に使用できる。急流に飲まれて川石にぶつかったり、突然の落石にも大丈夫なように、非常に頑丈な設計構造のボディとなっている。その反面、半面歩行速度が遅いことから、ベースキャンプからではなく直接川や沼に放たれることが多い。
旧式から最新型にモデルチェンジしたばかりである。

鈍色蛇（）
別名「音式神 蛇型」。ヘビの魂が用いられており、水陸両用のため水中での行動や録音も可能。キハダガニ同様、スピードに優れる。
敵に長い身体を巻き付け、締め上げる攻撃を得意とし、鞭や手錠のように道具としても使用可能。しなやかなボディのため、柔軟性に優れるが、特殊な形状のボディであることから他のディスクアニマルに較べて音を記録する容量がやや劣っている。長い身体を活かして鍾乳洞の岩の隙間のようなところへも入り、敵の探索を行うことも可能。
イブキとあきらが好んで使用する。

浅葱鷲（）
別名「音式神 鷲型」。ワシの魂が用いられた茜鷹の後継機として開発された新型。茜鷹に較べて重量は増えているものの、連続稼働時間や飛行速度などが強化され、録音機能のほかに録画機能が付加されている。
茜鷹同様、翼が鋭いカッターになっており、ディスク状態でも投擲することで円盤型手裏剣としても機能する。茜鷹よりも高い知能を有し、集団でフォーメーションを組んで行動することも可能。
前述の経緯から茜鷹との機種交換が順次行われている最中だが、鬼によっては併用する者もいる。

黄赤獅子（）
別名「音式神 獅子型」。ライオンの魂が用いられた瑠璃狼の後継機。稼働時間や速度などが強化され、録画機能が付加されている。
浅い川にもぐったり、木の上に上ることが可能など行動範囲の多様性が特徴。増幅機が鬣部分に付いたことから、噛み付く力が瑠璃狼を凌ぐ。
前述の経緯から瑠璃狼との機種交換が順次行われている最中だが、鬼によっては併用する者もいる。

青磁蛙（）
別名「音式神 蛙型」。カエルの魂が用いられており、陸上のみならず水中での行動や録音も可能で、ジャンプ力に優れる。
ザンキ・トドロキの物と、サバキの物が確認されている。

黄金狼（）
別名「音式神 狼型」。オオカミの魂が用いられた瑠璃狼の後継機。復帰し、トドロキのサポーターになったザンキ用にみどりが改良した新型。40グラムに軽量化されたほか、連続稼働時間、最大走行速度、最大録音可能容量が上がっている。また斬鬼変身時には彼の負傷している右膝を保護する強化外骨格となる役目も果たす。

### アームドディスクアニマル
響鬼が使用する装甲声刃の波動によって、霊的な力が強化されたディスクアニマル。体色は全て赤金色。書籍によっては、「ディスクアニマルSP」と記述している。
鋼鷹（）
別名「音式神 鷹型」。茜鷹の強化体。装甲響鬼の運動性能（スピード）を強化する機能を持つ。
最大飛行速度が茜鷹の倍に向上。

兜大猿（）
別名「音式神 大猿型」。緑大猿の強化体。装甲響鬼の腕力や脚力を強化する機能を持つ。
最大走行速度と腕力が緑大猿の倍に向上し、軽々と小型車を持ち上げる。

鎧蟹（）
別名「音式神 蟹型」。黄蘗蟹の強化体。装甲響鬼の装甲を強化する機能を持つ。
陸上、水中共に最大走行速度と装甲が黄蘗蟹の倍に向上し、戦車の砲撃を受けても丈夫な装甲を誇る。
黄蘗蟹とは左右反転しており、左のハサミが大きい。

### スペック
| 名称                          | 全長   | 翼長   | 全高   | 重量 | 速度                                         | 連続稼働時間 | 最大容量                          |
| ----------------------------- | ------ | ------ | ------ | ---- | -------------------------------------------- | ------------ | --------------------------------- |
| - 茜鷹 - （アカネタカ）       |        | 230 mm | 115 mm | 41 g | 最大飛行速度：時速240 km                     | 51時間       | 最大録音可能容量：46時間分        |
| - 瑠璃狼 - （ルリオオカミ）   | 160 mm |        | 90 mm  | 50 g | 最大走行速度：時速99 km                      | 132時間      | 最大録音可能容量：120時間分       |
| - 緑大猿 - （リョクオオザル） | 95 mm  |        | 115 mm | 60 g | 最大走行速度：時速60 km                      | 90時間       | 最大録画可能容量：20時間分        |
| - 黄蘗蟹 - （キハダガニ）     | 50 mm  |        | 40 mm  | 65 g | - 最大走行速度：時速40 km - （水中16ノット） | 120時間      | 最大録音可能容量：115時間分       |
| - 鈍色蛇 - （ニビイロヘビ）   | 700 mm |        | 150 mm | 50 g | - 最大走行速度：時速60 km - （水中20ノット） | 120時間      | 最大録音可能容量：90時間分        |
| - 浅葱鷲 - （アサギワシ）     |        | 230 mm | 115 mm | 51 g | 最大飛行速度：時速290 km                     | 66時間       | 最大録音・録画可能容量：60時間分  |
| - 黄赤獅子 - （キアカシシ）   | 150 mm |        | 85 mm  | 55 g | 最大走行速度：時速123 km                     | 150時間      | 最大録音・録画可能容量：140時間分 |
| - 青磁蛙 - （セイジガエル）   | 120 mm |        | 90 mm  | 42 g | - 最大走行速度：時速55 km - （水中23ノット） | 132時間      | 最大録音可能容量：120時間分       |
| - 黄金狼 - （コガネオオカミ） | 160 mm |        | 90 mm  | 40 g | 最大走行速度：時速180 km                     | 150時間      | 最大録音可能容量：140時間分       |
| - 鋼鷹 - （ハガネタカ）       |        | 230 mm | 115 mm | 41 g | 最大飛行速度：時速480 km                     | 51時間       | 最大録音可能容量：46時間分        |
| - 兜大猿 - （カブトオオザル） | 95 mm  |        | 115 mm | 60 g | 最大走行速度：時速120 km                     | 90時間       | 最大録画可能容量：20時間分        |
| - 鎧蟹 - （ヨロイガニ）       | 50 mm  |        | 40 mm  | 65 g | - 最大走行速度：時速80 km - （水中32ノット） | 120時間      | 最大録音可能容量：115時間分       |